# Тевита Куридрани
Тевита Куридрани (енгл. Tevita Kuridrani; 31. март 1991) професионални је рагбиста и аустралијски репрезентативац који тренутно игра за екипу Брамбиси.

## Биографија
Висок 192 cm, тежак 102 kg, Куридрани је пре Брамбиса играо за Грејтер Сиднеј Ремс. За "валабисе" је до сада одиграо 28 тест мечева и постигао 7 есеја.